# Dicranomyia incommoda
Dicranomyia incommoda är en tvåvingeart som först beskrevs av Osten Sacken 1888.  Dicranomyia incommoda ingår i släktet Dicranomyia och familjen småharkrankar. Inga underarter finns listade i Catalogue of Life.